# Karl Gottlob August Erfurdt
Karl Gottlob August  Erfurdt (Zörbig, 11 de dezembro de 1780 – Königsberg, 5 de fevereiro de 1813) foi pedagogo e filólogo clássico alemão.

## Publicações
- Sophoclis tragoediae septem ac deperditarum fragmenta emendavit…., Leipzig 1802
- Sophoclis Tragoediae / ad optimorum librorum fidem recensuit et brevibus notis instruxit Car. Gottlob Aug. Erfurdt, Leipzig 1809
- Antigone und Oedipus Rex, Leipzig 1808
- Ammiani Marcellini Rerum gestarum libri qui supersunt